# 住吉神社 (下関市)

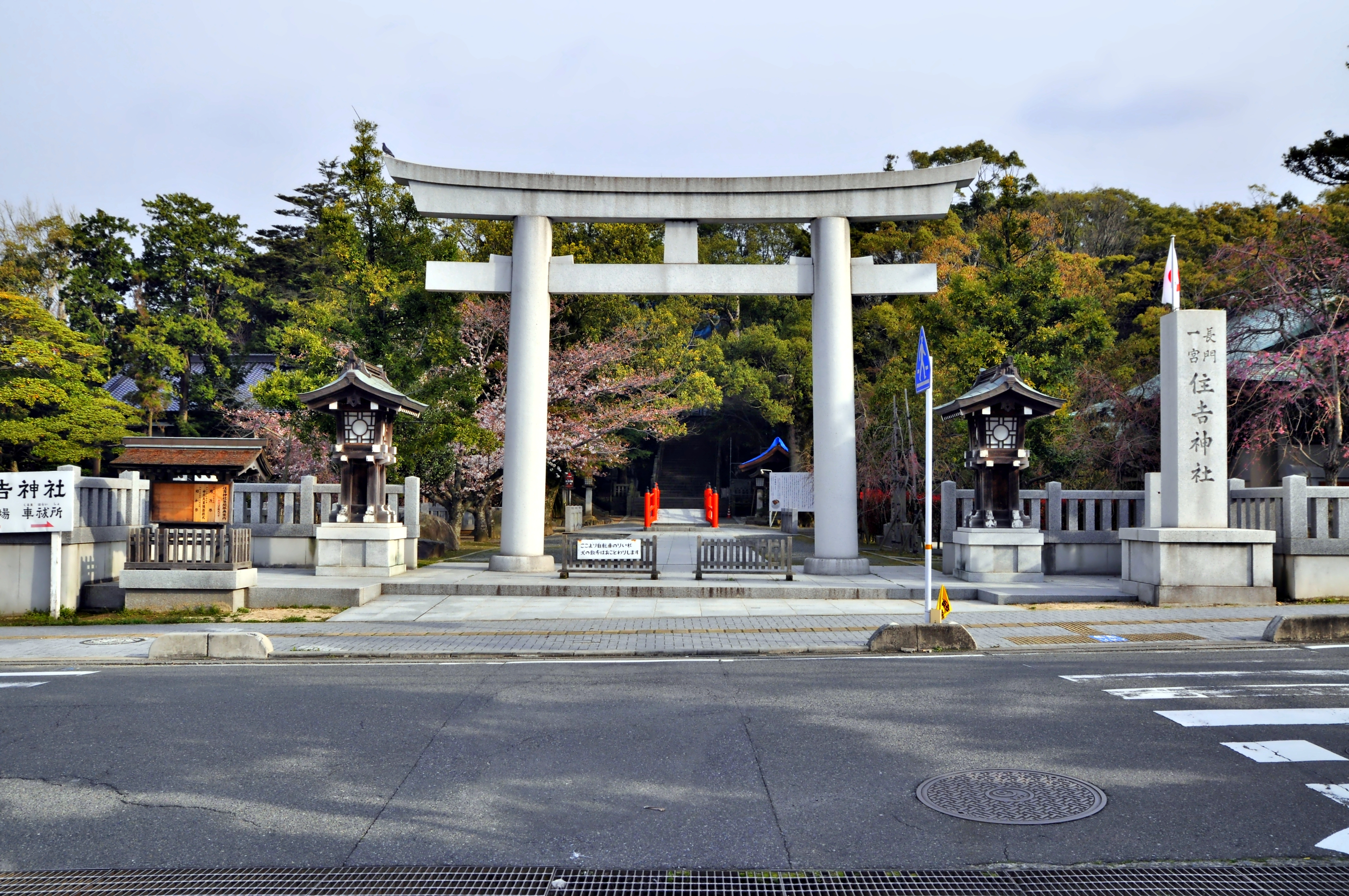
一の鳥居

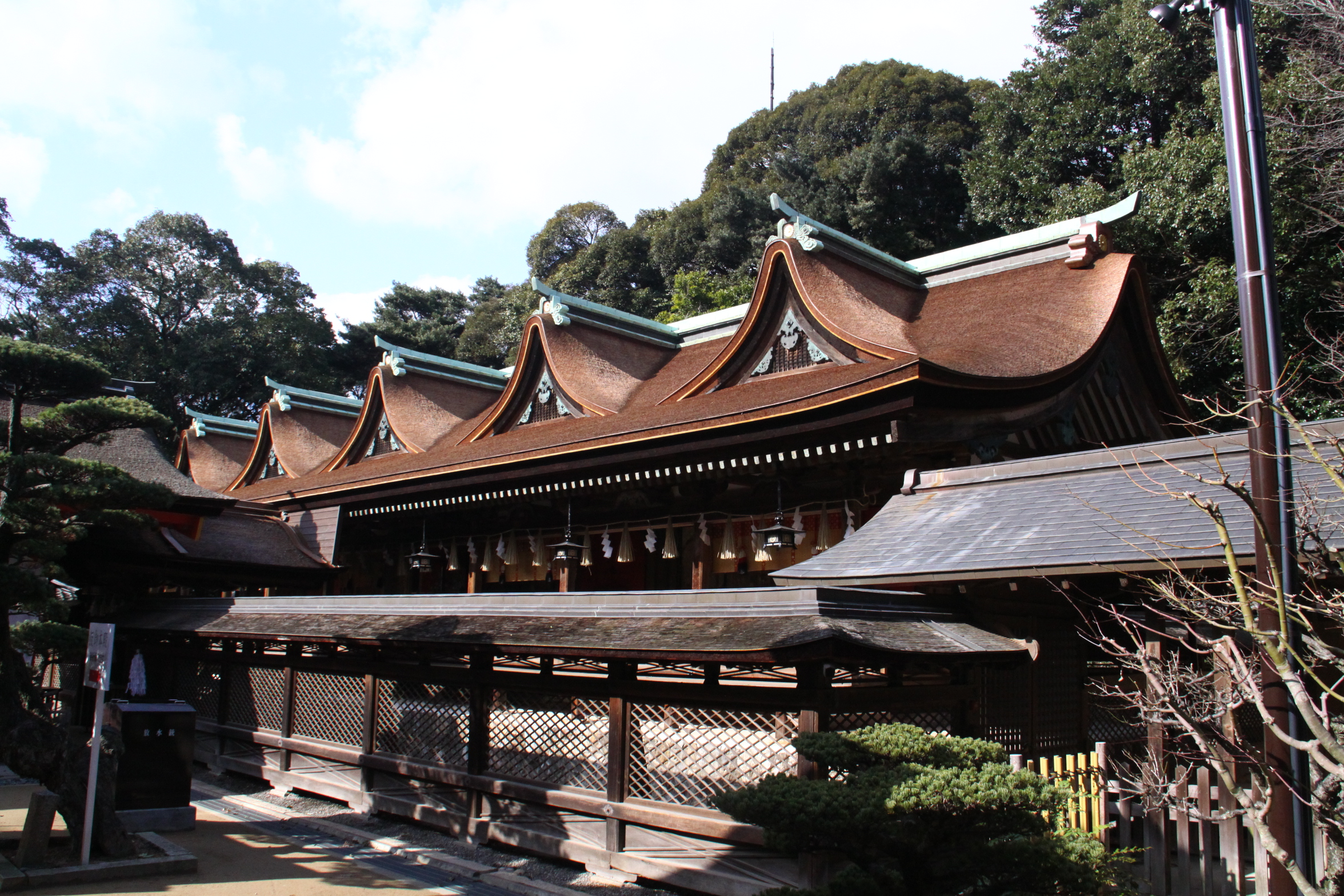
本殿（国宝）千鳥破風があるため一見すると春日造に見えるが檜皮葺流造である。

住吉神社（すみよしじんじゃ）は、山口県下関市一の宮住吉にある神社。式内社（名神大社）、長門国一宮。旧社格は官幣中社で、現在は神社本庁の別表神社。
大阪の住吉大社・博多の住吉神社とともに「日本三大住吉」の1つに数えられる。本殿は国宝に指定されている。

## 祭神
本殿は第一から第五の5殿が連なり、それぞれ次の神が祀られている。
- 第一殿：住吉三神（表筒男命・中筒男命・底筒男命）
- 第二殿：応神天皇
- 第三殿：武内宿禰命
- 第四殿：神功皇后
- 第五殿：建御名方命

大阪の住吉大社が住吉三神の和魂を祀るのに対し、当社は荒魂を祀るとされる。

## 歴史

### 概史
『日本書紀』神功皇后摂政前紀によれば、三韓征伐の際、新羅に向う神功皇后に住吉三神（住吉大神）が神託してその渡海を守護し、帰途、大神が「我が荒魂を穴門（長門）の山田邑に祀れ」と再び神託があり、穴門直践立（あなとのあたえほんだち）を神主の長として、その場所に祠を建てたのを起源とする。
延長5年（927年）成立の『延喜式』神名帳では長門国豊浦郡に「住吉坐荒御魂神社三座	 並名神大」と記載され、三座が名神大社に列している。
創建の由緒から軍事と海上交通の神として厚い崇敬を受け、鎌倉時代に入ると、源頼朝を始め歴代将軍からの社領などの寄進を受けた。戦国時代に一時衰微したが、大内氏、毛利氏からの崇敬を受けて復興し、江戸時代には長州藩主毛利氏によって社殿の修復が行われた。
明治維新後、明治4年（1871年）に近代社格制度において国幣中社に列し、1911年（明治44年）には官幣中社に昇格した。

### 神階
- 天安3年（859年）1月27日、従五位下から従五位上 （『日本三代実録』） - 表記は「住吉荒魂神」。
- 貞観17年（875年）10月8日、従五位上から正五位下 （『日本三代実録』） - 表記は「住吉荒御影神」。
- 貞観17年（875年）12月5日、従四位下から従四位上 （『日本三代実録』） - 表記は「住吉荒魂神」。
- 仁和2年（886年）11月14日、従四位上から正四位下 （『日本三代実録』） - 表記は「住吉荒魂神」。
- 寛平3年（891年）8月21日、正四位下から正四位上 （『日本紀略』） - 表記は「住吉荒御魂神」。

## 社殿
本殿は応安3年（1370年）に大内弘世により造営されたもので、1953年（昭和28年）国宝に指定されている。5つの千鳥破風付き一間社を合の間とともに一列に連ねた九間社流造で、中央の第三殿の前に拝殿がある。拝殿は毛利元就の寄進により天文8年（1539年）造営された切妻造檜皮葺で、こちらは1954年（昭和29年）重要文化財に指定されている。

## 主な祭事
例祭は12月15日である。その前の12月8日夕刻から15日の朝までは「御斎祭（おいみさい）」として、境内に注連縄を張り巡らし、一般の人の参拝をできないようにし、神職も境内の外へ出ないという厳重な物忌みが行われる。
特殊祭事の和布刈（めかり）神事は神功皇后の事跡に因むもので、旧正月の未明、壇の浦の海中からワカメを刈って神前に供える非公開の祭である。
毎年5月第3日曜日には農業の発展と五穀豊穣を祈る農業祭である「お田植祭」が開催される。当日は稲の害虫などの災難が来ないように弓矢で悪霊を祓い鎮める「弓鎮治舞」や、あぜ道で八乙女が白衣に緋袴、緋襷に菅笠の姿で秋の豊穣を祈り田植えを行う「八乙女舞」、八乙女が田植えをしている間に早乙女があぜ道で秋の実りを祈りながら踊る「早乙女舞」が行われる。
また境内ではお田植祭奉納武道大会が開催され、剣道と柔道の試合が行われる。

## 文化財

### 国宝
- 本殿（附 玉殿5基、棟札4枚）（建造物）
室町時代、応安3年（1370年）の造営。1903年（明治36年）4月15日に当時の古社寺保存法に基づき特別保護建造物に指定、1953年（昭和28年）11月14日に文化財保護法に基づき国宝に指定[1]。

### 重要文化財（国指定）
- 拝殿（建造物） - 室町時代、天文8年（1539年）の造営と伝える。1954年（昭和29年）9月17日指定[2]。
- 銅鐘（工芸品） - 新羅時代作の朝鮮鐘（新羅鐘）。高さ147.0センチメートル。1902年（明治35年）7月31日指定[3]。
- 金銅牡丹唐草透唐鞍 1具（工芸品） - 室町時代の作。1956年（昭和31年）6月28日指定[4]。
  - 鞍 1背
  - 銀面 2面
  - 轡（くつわ） 2口
  - 雲珠（うず） 2箇
  - 杏葉（ぎょうよう） 1箇
  - 鞖（しおで） 2箇
  - 障泥（あおり） 1双
  - 韉（したぐら） 1双
  - 鞍褥（くらしき） 残片1枚
  - 革鞦（かわしりがい） 残片2条
- 住吉社法楽百首和歌短冊（明応四年十二月） 1帖（書跡・典籍） - 室町時代、明応4年（1495年）の作。1953年（昭和28年）11月14日指定[5]。
  - 附 三条西実隆筆序文並相良正任、杉武明連署添状 1巻
  - 附 新撰菟玖波集作者附 1冊
  - 附 宗祇署名短冊箱 1箇
  - 附 毛利秀元奉納蒔絵短冊箱 1合

### 登録有形文化財（国登録）
- 楼門（建造物） - 2017年（平成29年）10月27日登録[6]。
- 唐門及び透塀（建造物） - 2017年（平成29年）10月27日登録[6]。

### 山口県指定文化財
- 有形文化財[7]
  - 板絵着色繋馬図（絵画） - 室町時代[8]。1990年（平成2年）11月6日指定。
  - 狩野芳崖筆板絵着色絵馬（絵画） - 江戸時代、狩野芳崖による奉納絵馬6面のうち予譲裂衣図。また下関市菅原神社所有の駿牛図が住吉神社に寄託[9]。1994年（平成6年）5月2日指定。
  - 住吉神社文書（古文書） - 鎌倉時代から江戸時代の文書117点。最古は宝治元年（1247年）の寄進状[10]。1977年（昭和52年）11月11日指定。
- 天然記念物[7]
  - 長門国一の宮住吉神社社叢[11] - 1966年（昭和41年）6月10日指定。

### 下関市指定文化財
- 有形文化財[7]
  - 萌葱絲威肩白胴丸（附 筋兜、大袖、頬当、喉輪、篭手、脛当）（工芸品） - 1971年（昭和46年）7月24日指定。

### その他
- 紙本墨書後陽成天皇宸翰御懐紙 - 国認定重要美術品。1935年（昭和10年）12月23日認定[7]。
- 紙本墨書霊元天皇宸翰御懐紙 - 国認定重要美術品。1935年（昭和10年）12月23日認定[7]。

## 現地情報
所在地
- 山口県下関市一の宮住吉一丁目11-1

交通アクセス
- 鉄道
  - JR西日本山陽新幹線・山陽本線 新下関駅 （徒歩20分またはタクシー5分）
同駅の旧名である「長門一ノ宮」は本神社に由来している。
- バス
  - サンデン交通バス「一の宮」バス停から徒歩10分
- 車
  - 中国自動車道 下関インターチェンジから約10分

## 関連図書
- 白井永二・土岐昌訓編集『神社辞典』東京堂出版、1979年、189頁
- 上山春平他『日本「神社」総覧』新人物往来社、1992年、246-247頁